# Rhynchocyon udzungwensis
Rhynchocyon udzungwensis é uma espécie de musaranho-elefante da família Macroscelididae. É endêmica da Tanzânia, onde pode ser encontrada somente nas Montanhas Udzungwa.